# メガイラ
メガイラ（古希: Μέγαιρα、ラテン語: Megaera）は、ギリシア神話に登場する女神。
復讐の3女神・エリーニュスの1柱である。「嫉妬する者」の意。主に悪事を働く者を罰するために現れた。
ガイアの娘で、彼女の姉妹はアレークトーとティーシポネーである。ローマ神話ではフリアエの1柱として登場する。